# Harry Waters Jr.
Harry Waters Jr (Denver, 13 aprile 1953) è un attore e cantante statunitense.
È principalmente conosciuto per aver interpretato il personaggio di Marvin Berry nella trilogia di Ritorno al futuro, che gli valse un disco d'oro per la sua famosa interpretazione di Earth Angel.

## Carriera
Nato a Denver, si è laureato alla Princeton University e alla University of Wisconsin-Madison. Ha lavorato come attore a Broadway per più di dieci anni, nonché nei teatri di tutto il paese.
Era un membro del Frank Silvera Writers, un laboratorio di Harlem frequentato da drammaturghi, registi, designer e attori di origine afroamericana.
Waters ha insegnato recitazione e ha diretto numerose produzioni in tutto il paese. 
Attualmente è professore presso il Dipartimento di Teatro al Macalester College.

## Filmografia parziale

### Cinema
- Ritorno al futuro (Back to the Future), regia di Robert Zemeckis (1985)
- Ritorno al futuro - Parte II (Back to the Future - Part II), regia di Robert Zemeckis (1989)
- Colpi proibiti (Death Warrant), regia di Deran Sarafian (1990)
- Il grande bullo (Big Bully), regia di Steve Miner (1996)

### Televisione
- Hotline – film TV (1982)
- What a Country! – serie TV, 26 episodi (1986-1987)
- Avventure nel paese delle meraviglie – serie TV (1992-1994)

## Doppiatori italiani
Nelle versioni in italiano delle opere in cui ha recitato, Harry Waters Jr. è stato doppiato da:
- Angelo Nicotra in Ritorno al futuro
- Claudio Fattoretto in Ritorno al futuro - Parte II